# Jelen karpatský
Jelen karpatský (Cervus elaphus montanus), jelen evropský karpatský či také jelen maďarský je poddruh jelena lesního. Je větší a mohutnější než jelen lesní žijící ve střední Evropě.

## Popis
Karpatský jelen má mohutnější tělo a delší, silnější paroží než jelen lesní středoevropský. Tělo tohoto jelena dosahuje délky 2 až 2,5 m, výšky v kohoutku 150 cm a hmotnosti 150 až 250 kg. Oproti tomu jelen lesní středoevropský dosahuje hmotnosti jen 120 až 160 kg. Laň je asi o třetinu menší než jelen. Srst je spíš našedlá. Paroží slouží jelenům k uplatnění v sociální hierarchii, obhajobě teritoria v době říje a také k obraně proti vlkům, což mělo v nenarušených přírodních podmínkách nepochybně svůj význam.

## Výskyt
Žije především ve východní části Slovenska, ale také v Malé Asii a na Balkáně.

## Rozmnožování
Říje je stejná a probíhá ve stejnou dobu jako u ostatních jelenů. Na začátku září si jelen do svého harému nažene až 30 samic a začíná vyzývat ostatní samce dlouhým troubením. Říje končí v půlce října. Po 10 měsících samice rodí 1 nebo 2 mláďata.